# أمير حمزة
تنكو أمير حمزة (بالإندونيسية: Amir Hamzah) (28 فبراير 1911- 20 مارس 1946) شاعر إندونيسي والبطل القومي لإندونيسيا. وُلد في عائلة أرستقراطية في سلطنة لانجكات في شمال سومطرة، وتلقى تعليمه في كلٍ من سومطرة وجاوة. وفي حوالي عام 1930 في أثناء اعتياد الشباب إلى المدرسة الثانوية العليا في سوراكارتا، والشروع في المشاركة في الأحداث القومية الإندونيسية، وقع في حب زميلته الجاوية، ليلك سونداري. وبالرغم من مواصلة أمير دراسته القانونية في مدرسة باتافيا (جاكارتا حاليًا) بقيا الاثنين قريبين، ولم بحدث الانفصال سوى في عام 1937 عندما استُدعى أمير لسومطرة؛ للزواج من ابنة السلطان وتحمل مسؤوليات المحكمة. وبالرغم من كونه غير سعيد في زواجه، فقد قام بواجباته القضائية. وبعد أن أعلنت إندونيسيا استقلالها، شغل منصب مندوب الحكومة في لانجكات. وفي العام التالي، اُغتيل أثناء مظاهرةاجتماعية للحزب الشيوعي، ودُفن في مقبرة جماعية.
بدأ أمير في كتابة الشعر وهو لا يزال في سن المراهقة: وعلى الرغم من أن أعماله غير مؤرخة، فأقرب توقيت لها عندما سافر إلى جاوة. ورغم وطأة التأثيرات الإسلامية وثقافة الملايو، وكذلك المسيحية والأدب الشرقي، كتب أمير القصيدتين 50,18 قطعاً من النثر الغنائي، والعديد من الأعمال الأخرى، متضمنةً عدة ترجمات. وفي عام 1932 شارك في تأسيس المجلة الأدبية بويدجينجا بارو (بالإنجليزية: Poedjangga Baroe). وعقب عودته إلى سومطرة، توقف عن الكتابة. نُشرت معظم قصائده في مجموعتين، نياني سونيي أو الغناء الصامت عام 1937 (بالإندونيسية:Nyanyi Sunyi) ومجموعة بواه ريندو أو فاكهة الشوق عام 1941 (بالاندونيسية:Buah Rindu)، لأول مرة في مجلة بوجانجا بارو (بالإنجليزية: Poedjangga Baroe) ثم في كتب قائمة بذاتها.
تعالج قصائد أمير مواضيع الحب والدين، وشعره غالبًا ما يعكس صراع داخلي عميق. وأسلوبه_ المتنوع بين كلمات الملايو وجاوة والتوسع في التركيب التقليدي_ تأثر بحاجة القافية وبحر الشعر، وكذلك الرمزية المتعلقة بمفاهيم معينة. تناولت أعماله البدائية احساس الشوق وكل من الحب الجنسي والمثالي، بينما تناولت أعماله المتقدمة معنى دينيًا عميقًا. ومن ضمن هاتين المجموعتين، تعد نياني سونيي (بالإندونيسية: Nyanyi Sunyi) عامةً الأكثر تطورًا. وبفضل قصائده، فقد نال أمير لقب«ملك شعراء عصر بوجانجا بارو» (بالإندونيسية: Raja Penyair Zaman Pujangga Baru) والشاعر الإندونيسي الأوحد الحاصل على الدرجة الدولية من قبل الثورة الإندونيسية الوطنية.

## السيرة الذاتية

### التنشئة
ولد أمير في تانجونج بورا، لانجكات، في سومطرة الشمالية، وكان الابن الأصغر لنائب السلطان تنكو محمد عادل وزوجته الثالثة تنكو ماغيو. من جهة والده، ثم وُصل بسلطان لانجكات _محمود_ . تتباين مصادر تأريخ يوم ميلاده. فالتاريخ الرسمي المعترف به من قبل الحكومة الإندونيسية هو 28 فبراير 1911، وهو التاريخ الذي لطالما استخدمه أمير طوال حياته. ومع ذلك، صرّح شقيقه عبد الله هود أن الشاعر وُلد في 11 فبراير 1911. أخذ أمير لاحقًا اسم جده_ تنكو حمزة_ كاسم ثانٍ؛ ولذلك كان يشار إليه باسم أمير حمزة. بيد أنه من طبقة النبلاء، فقد كان يشارك غير النبلاء.
من المتفق عليه، أن أمير تدرب على المبادئ الإسلامية مثل قراءة القرآن، والفقه، والتوحيد، وفي سن مبكرة، درس في المسجد العزيزي في تانجونج بورا. ودائمًا ما كان مسلمًا متدينًا طيلة حياته. تتباين المصادر حول مدة اتمام دراسته الرسمية. عدة مصادر، من بينها مركز الحكومة الإندونيسية للغة، قد صرح أنه بدأ دراسته في عام 1916 ، في حين أن كاتب السيرة ام لاه حسني (بالاندونيسية: M Lah Hosny) حدد السنة الأولى لبدء الدراسة الرسمية للشاعر المستقبل 1918. في المدرسة الابتدائية الألمانية – حيث بدأ أمير الدراسة لأول مرة، وبدأ يكتب، وحصل على دراجات جيدة Musa 1955, p. 13. ـــ في سيرتها عنه، والتي تُسمى نه ديني (بالأندونيسية: Nh. Dini) كتبت أنه كان يلقب «بالأخ الأكبر» (أبانغ) من قبل زملاءه؛ فقد كان أطول بكثير منهم.